# Bernareggio
Bernareggio es una localidad y comune italiana de la provincia de Monza y Brianza, región de Lombardía, con 9.485 habitantes.

## Evolución demográfica
| Gráfica de evolución demográfica de Bernareggio entre 1861 y 2001 |
|                                                                   |
| Fuente ISTAT - elaboración gráfica de Wikipedia                   |